# Piaski pod Łasiecznikami
Piaski pod Łasiecznikami – część wsi Piaski w Polsce położona w województwie łódzkim, w powiecie łowickim, w gminie Nieborów.
W latach 1975–1998 Piaski pod Łasiecznikami administracyjnie należały do województwa skierniewickiego.